# Kazimierz Brodecki
Kazimierz Brodecki herbu Jastrzębiec – dworzanin królewski w 1648 roku, podczaszy bełski w latach 1649-1655, starosta jasielski przed 1648 rokiem do 1663 roku.
Syn Balcera. Miał syna Jana Kazimierza.